# Survivor Series (1990)
Survivor Series (1990) — щорічне pay-per-view шоу «Survivor Series», що проводиться федерацією реслінгу WWE. Шоу відбулося 22 листопада 1990 року в XL Center у Гартфорд (Коннектикут), (США). Це було 4 шоу в історії «Survivor Series». 5 матчів відбулися під час шоу та ще один перед показом.